# Isodontia bruneri
Isodontia bruneri là một loài côn trùng cánh màng trong họ Sphecidae, thuộc chi Isodontia. Loài này được Fernald miêu tả khoa học đầu tiên năm 1943.